# Thierry Ier l'Exilé
Pour les articles homonymes, voir Thierry Ier, Thierry III et Thierry.
Thierry Ier l'Exilé (en allemand : Dietrich der Bedrängte), né en 1162 et mort le 17 février 1221, est margrave de Basse-Lusace, sous le nom Thierry III, et margrave de Misnie de 1195 à 1221.
Fils de Othon Ier le Riche et de Hedwige de Brandebourg, Thierry Ier l'Exilé appartint à la première branche de la Maison de Wettin, Il est l'ascendant direct des différentes Maisons de Saxe, les électeurs de Saxe puis rois de Saxe appartiennent à la sixième branche de la Maison de Wettin, ils ont pour ascendant Albert de Saxe fils de Frédéric II de Saxe, lui-même issu de la première branche de la maison de Wettin. Thierry Ier l'Exilé est également un des ancêtres des familles royales du Royaume-Uni, de Bulgarie, du Portugal et de Belgique (maison de Saxe-Cobourg et Gotha).

## Biographie
Thierry entre en conflit avec son frère Albert Ier de Misnie surnommé pour cela « le Fier » après que leur mère a réussi à persuader leur père Othon le Riche de modifier l'ordre de sa succession de sorte que Thierry obtienne le margraviat de Misnie et qu'Albert, bien que le fils aîné, ne reçoive que le « margraviat de Weissenfels ». Albert capture son père pour obtenir qu'il revienne sur sa décision. Othon le Riche obtient sa libération sur ordre de l'empereur Frédéric Ier du Saint-Empire et reprend la guerre avec son fils aîné lorsqu'il meurt en 1190. Albert Ier s'empare alors de la Misnie et s'impose comme margrave à la place de son frère malgré les tentatives de Thierry de reprendre le margraviat, soutenu par le Landgrave Hermann Ier de Thuringe  dont il a épousé la fille. En 1195, Thierry renonce à la lutte et effectue un pèlerinage en Terre sainte.
En 1195, Albert Ier « le Fier » meurt sans laisser d'enfant, la Misnie et ses mines sont alors saisies par l'empereur Henri VI du Saint-Empire comme un fief d'Empire vacant. Thierry n'entre finalement en possession de son héritage que deux ans plus tard après la mort d'Henri VI. À cette époque de lutte entre les deux prétendants Philippe de Souabe et Othon de Brunswick, Thierry se range résolument dans le camp du premier qui lui restitue le margraviat de Misnie. Thierry demeure ensuite fidèle au parti des Hohenstaufen même après le meurtre de Philippe en 1208.
Thierry entre en conflit avec la cité de Leipzig et la noblesse de Misnie. Après une vaine tentative de prendre Leipzig, il accepte un accord en 1217, mais ensuite il s'empare de la ville par ruse. Les murailles de la cité sont abattues et il fait bâtir trois châteaux avec les pierres qu'il garnit d'hommes en armes.
Le margrave Thierry meurt le 18 février 1221, probablement empoisonné par son médecin à l'incitation des habitants de Leipzig et de la noblesse mécontente. Il laisse derrière lui une veuve, Jutta de Thuringe, fille du Landgrave Hermann Ier de Thuringe.

## Union et postérité
En 1194, Thierry l'Exilé épouse Jutta, de la Maison de Thuringe. Cinq enfants naissent de cette union :
- Hedwige (morte en 1249), qui en 1226 épouse le comte Thierry V de Clèves ;
- Othon (mort jeune, en 1214) ;
- Sophie (morte en 1280), qui épouse le comte Henri d'Henneberg ;
- Conrad, qui entre dans un ordre monastique ;
- Henri III l'Illustre.